# Kvint
Kvint (Kurzform für russisch Коньяки, вина и напитки Тирасполя/Konjaki, wina i napitki Tiraspolja, zu Deutsch für „Cognacs, Weine und Getränke Tiraspols“) ist ein Wein- und Spirituosenhersteller mit Sitz in Tiraspol in Transnistrien. Bekannt ist das Unternehmen insbesondere für seinen auch international erfolgreichen Weinbrand. Ein Gebäude des Unternehmens ist auf dem Fünf-Rubel-Schein des transnistrischen Rubels zu sehen.

## Geschichte

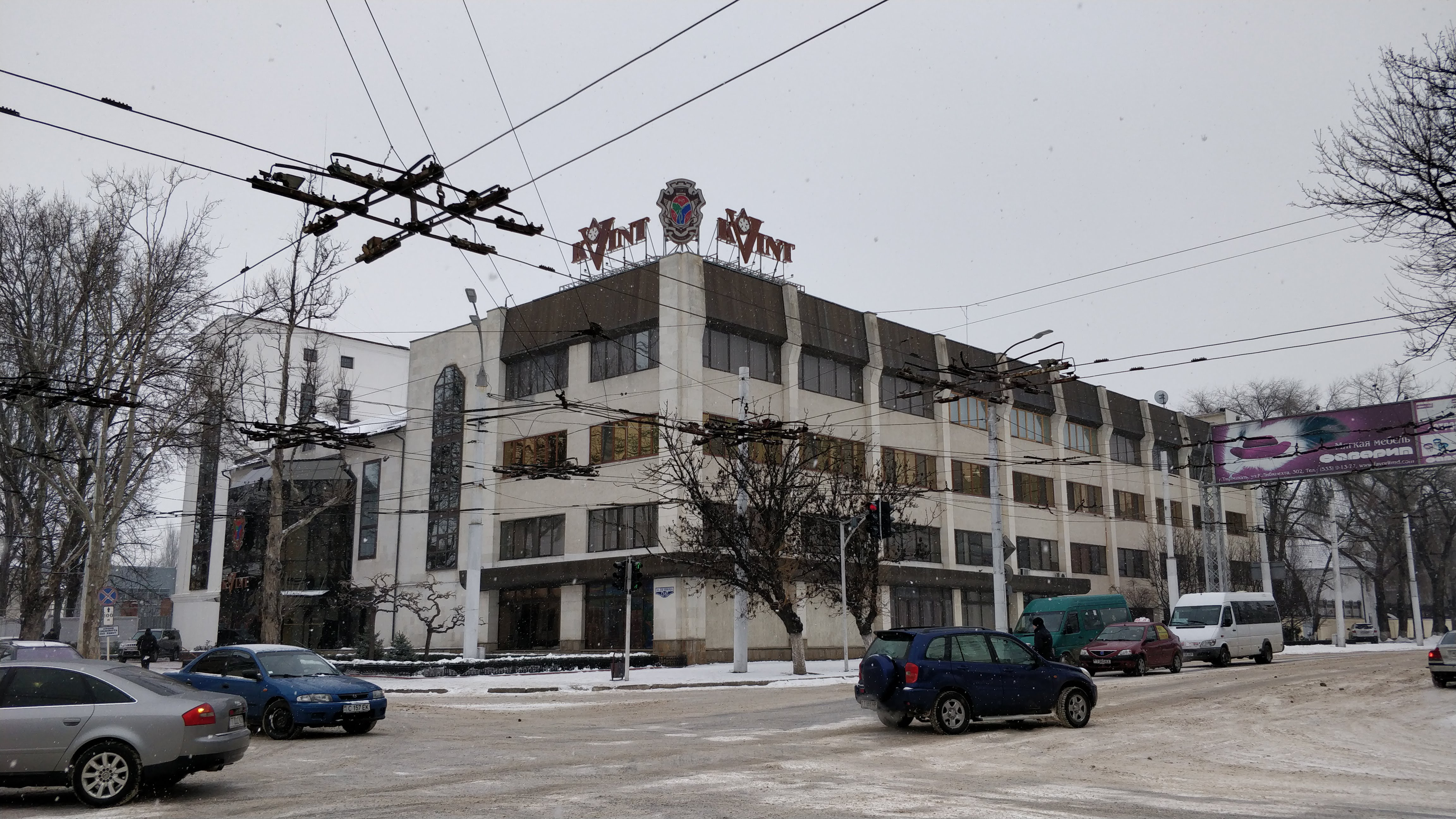
Hauptsitz von Kvint in Tiraspol

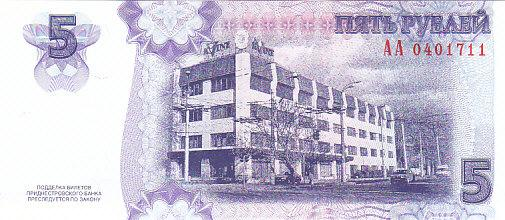
Rückseite der transnistrischen Fünf-Rubel-Banknote

Gegründet wurde die Unternehmung im Jahr 1897 und ist somit eines der ältesten, bis heute bestehenden Wirtschaftsunternehmen der Region. Die jährliche Produktion alkoholischer Getränke beträgt zirka zehn Millionen Liter. Der Produktions- und Arbeitsprozess der Fabrik entspricht westlichen Standards. So konnte Kvint die ISO-Zertifikate 9001-94 im Jahr 2000 und ISO 9001-2000 im Jahr 2003 sichern. Darüber hinaus arbeitet der Hersteller als einer der wenigen Spirituosenproduzenten mit Sitz in der ehemaligen Sowjetunion koscher.
Im Jahr 2006 wurde das Unternehmen vom ebenfalls in Transnistrien ansässigen Sheriff-Konzern gekauft, wird aber als eigenständiges Tochterunternehmen weitergeführt.
Hauptprodukt ist der Weinbrand. Der Hersteller füllt außerdem Wein ab und produziert auch mehrere eigene Wodkasorten. Kvint gilt als einer der größten Exporteure Transnistriens.